# Pterolophia subminutissima
Pterolophia subminutissima är en skalbaggsart som beskrevs av Stefan von Breuning 1966. Pterolophia subminutissima ingår i släktet Pterolophia och familjen långhorningar. Inga underarter finns listade i Catalogue of Life.